# Vaux-le-Moncelot
Vaux-le-Moncelot là một xã ở tỉnh Haute-Saône trong vùng Bourgogne-Franche-Comté phía đông nước Pháp.